# アクティブハカタ
アクティブハカタは福岡の芸能プロダクション。
タレント養成（仕事の斡旋・育成）、劇団運営、アイドルユニット等のイベント企画・運営を手掛ける。

## 概要
アクティブハカタ（英称：ACTIVEHAKATA LTd.）は伊集院 晃生（いじゅういん・あきお）代表が運営する福岡の芸能プロダクションである。
タレント養成（仕事の斡旋・育成）を目的として1991年11月1日に有限会社アクティブハカタ（福岡県福岡市博多区綱場町6-13）を設立。
タレント養成所「ACTIS」、「児童劇団 Pot Pokke」、「劇団無限」、アイドルユニット
、文化サークル

、イベント等の企画・運営の他に、「ベイサイドライブホール BY ACTIVE HAKATA」の運営。
（博多リバレインホール

は2019年2月17日に閉鎖。）
東京と鹿児島に支社があり、グループ会社に株式会社エフ・セブンがある。

## 主な所属タレント
- 植村友紀
- はせがわ天晴
- 前田起代子
- さぬいみき
- 石本愛
- 瀬上祐輝
- 古賀將嗣
- ゆうこ
- 佐藤遼
- 宮崎大志
- 今井麻梨香
- 力石奈波
- 森千咲穂
- 月島伊咲
- 村岡花恋

## 過去に所属していたタレント
- 橋本環奈 2019年3月まで。後にディスカバリー・ネクスト所属[21]。
- 池松愛理
- 砥山ゆうか